# دار شوارة للدبغ
دار شوارة هي دار من دور الدباغة الثلاث العتيقة في مدينة فاس المغربية. بنيت في القرن الحادي عشر وهي أكبر دار للدبغ في المدينة تقع قرب مدرسة الصفارين على ضفة النهر في حي فاس البالي وهو أقدم حي في المدينة العتقية. منذ إنشاء مدينة فاس، الدباغة صناعة مستمرة بنفس الطريقة عبر القرون. اليوم، تعتبر دور الدباغة في فاس من أهم الوجهات السياحية. تتكون الدور من أحواض دائرية من الطين ممتلئة بالأصباغ أو بالسوائل لتليين الصلال. المنتجات المصنوعة في دور الدباغة تصدر حول العالم.

## وصف
أوضح ميزة دور الدباغة هي أحواض الحجر الممتلئة بأوان من الأصباغ أو السوائل البيضاء. تعالج صلال البقر والخروف والماعز والجمل عن طريق التبليل في السوائل في الأحواض. أولا، تبلل في السوائل البيضاء المصنوعة من بول الماشية وبراز الحمامات الجير الحي والملح والمياه لتليين الجلد القاسي. تستغرق هذه العملية 3 أيام، وتجعل الجلد ليونا ليمتص الصبغ. ثم تبلل الصلال في سوائل الدبغ المصنوعة من الخضور الطبيعية مثل الخشخاشية للون الأحمر والنيلة للون الأزرق والحناء للون البرتقالي. بعد التبليل، يجف الجلد تحت الشمس. من الجلد يصنع منتجات عليا الجودة، مثل الحقائب والمعاطف والأحذية والنعال. ينطوي الإنتاج العمل اليدوي بلا مساعدة الآلات الحديثة، كما هو الحال منذ القرون الوسطى.